# Giao phối thay phiên
Chiến lược giao phối thay phiên (tiếng Anh: alternative mating strategy) hay chiến lược giao phối thay thế hay luân phiên là chiến lược giao phối được sử dụng bởi động vật giống đực hoặc giống cái, thường có kiểu hình riêng biệt, khác với chiến lược giao phối phổ biến theo giới tính của chúng. Các chiến lược như vậy rất đa dạng và thay đổi cả trên và trong các loài. Hành vi tình dục ở động vật và sự lựa chọn bạn tình ảnh hưởng trực tiếp đến cấu trúc quần thể/xã hội và các mối quan hệ trong nhiều hệ thống giao phối khác nhau, cho dù là chế độ một vợ một chồng, đa thê, đa phối đực, đa phối nhóm. Mặc dù của giống đực và giống cái trong một quần thể nhất định thường sử dụng chiến lược sinh sản chiếm ưu thế dựa trên hệ thống giao phối bao trùm, các cá thể cùng giới thường sử dụng các chiến lược giao phối khác nhau. Trong số một số loài ếch và cá thì con đực lớn bảo vệ con cái trông chừng chúng để độc quyền giao phối, trong khi con đực nhỏ có thể sử dụng chiến thuật lén lút để giao phối chớp nhoáng mà không bị chú ý.

## Đại cương
Các chiến lược giao phối thay thế đã được quan sát thấy ở cả động vật giống đực và giống cái. Thông thường nhất, các chiến lược thay thế sẽ được áp dụng khi đối mặt với sự cạnh tranh trong một giới tính, đặc biệt là ở các loài giao phối với nhau. Trong các kịch bản này, một số cá thể sẽ áp dụng các chiến lược giao phối rất khác nhau để đạt được thành công sinh sản. Kết quả theo thời gian sẽ là một loạt các chiến lược và kiểu hình ổn định tiến hóa, bao gồm cả các cá thể thông thường và các cá thể độc đáo giao phối thông qua các phương tiện thay thế. Chiến lược thành công được duy trì thông qua chọn lọc giới tính.
Trong nhiều trường hợp, sự cùng tồn tại của các chiến lược giao phối thay thế và truyền thống sẽ vừa tối đa hóa sức lực trung bình của giới tính đang được đề cập và ổn định về mặt tiến hóa cho quần thể. Tuy nhiên, việc sử dụng các chiến lược giao phối thay thế có thể dao động do kết quả của các điều kiện sinh sản khác nhau, chẳng hạn như sự sẵn có của bạn tình tiềm năng. Trong hoàn cảnh thay đổi, sự tồn tại của một loạt các chiến lược cho phép các cá thể lựa chọn hành vi có điều kiện hiện sẽ tối đa hóa sức lực của chúng.
Các hành vi giao phối thông thường và thay thế phát sinh thông qua chọn lọc giới tính. Cụ thể hơn, mức độ thành công sinh sản khác nhau sẽ chọn các kiểu hình và chiến lược nhằm tối đa hóa cơ hội có được bạn tình của động vật. Kết quả là, một số động vật nhất định sử dụng thành công chiến lược giao phối thông thường trong khi những động vật khác sử dụng chiến lược này không có được bạn tình. Theo thời gian, phương sai kiểu hình phát sinh cả giữa và trong giới tính, với con đực thể hiện sự đa dạng hơn về kiểu hình. Sự khác biệt kết quả trong sức khỏe của con đực tạo ra một phân khúc trong đó các chiến lược thay thế có thể phát triển, chẳng hạn như lén lút để có được một người bạn đời. Các hành vi thay thế vẫn tồn tại như một phần của tính đa hình này, hoặc sự đa dạng về kiểu hình, bởi vì sức sinh trưởng trung bình của con đực không theo quy tắc tương đương với sự thành công sinh sản trung bình của con đực thông thường.